# Estación de Carabanchel Alto

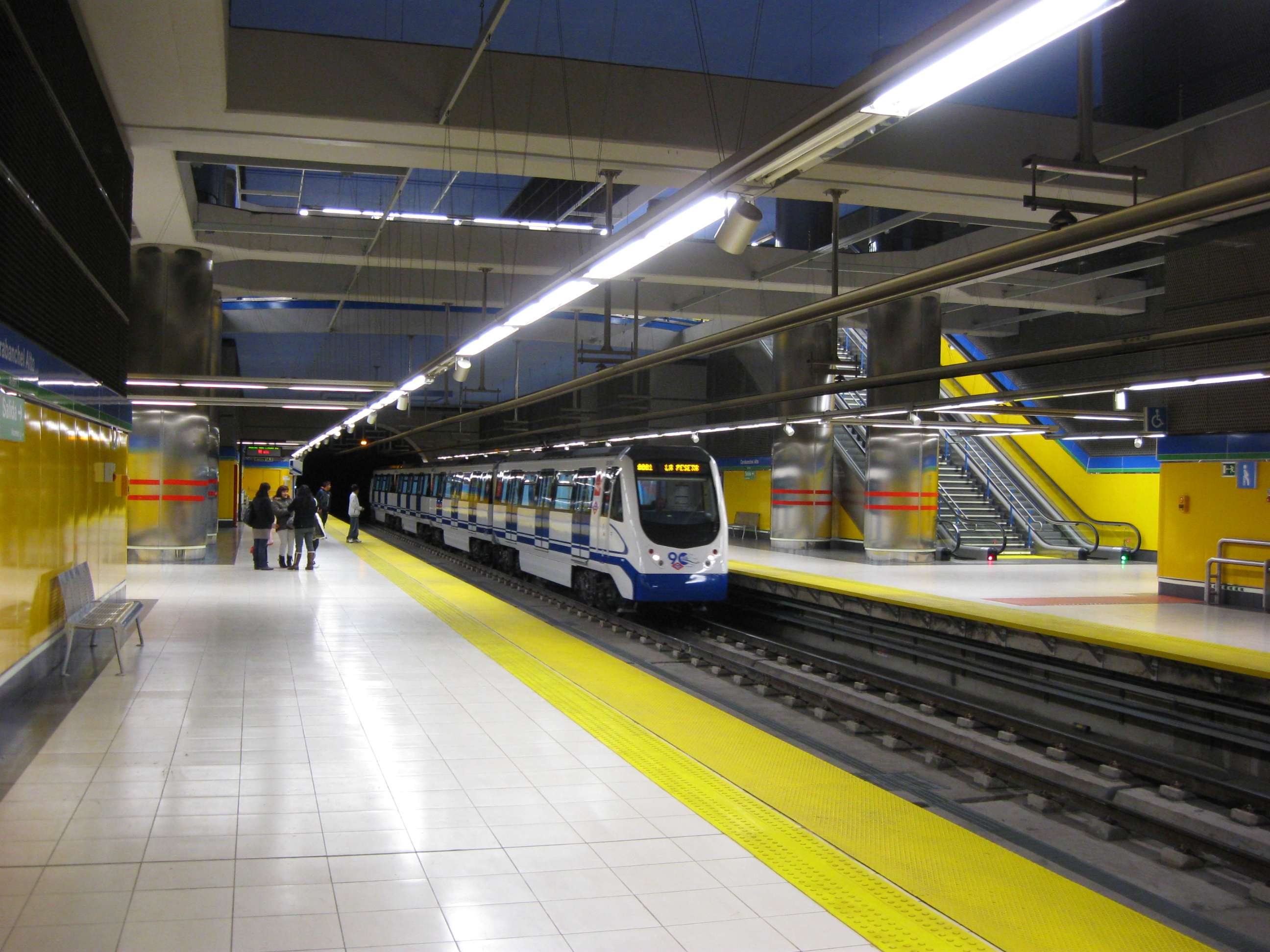
Andenes de la estación.

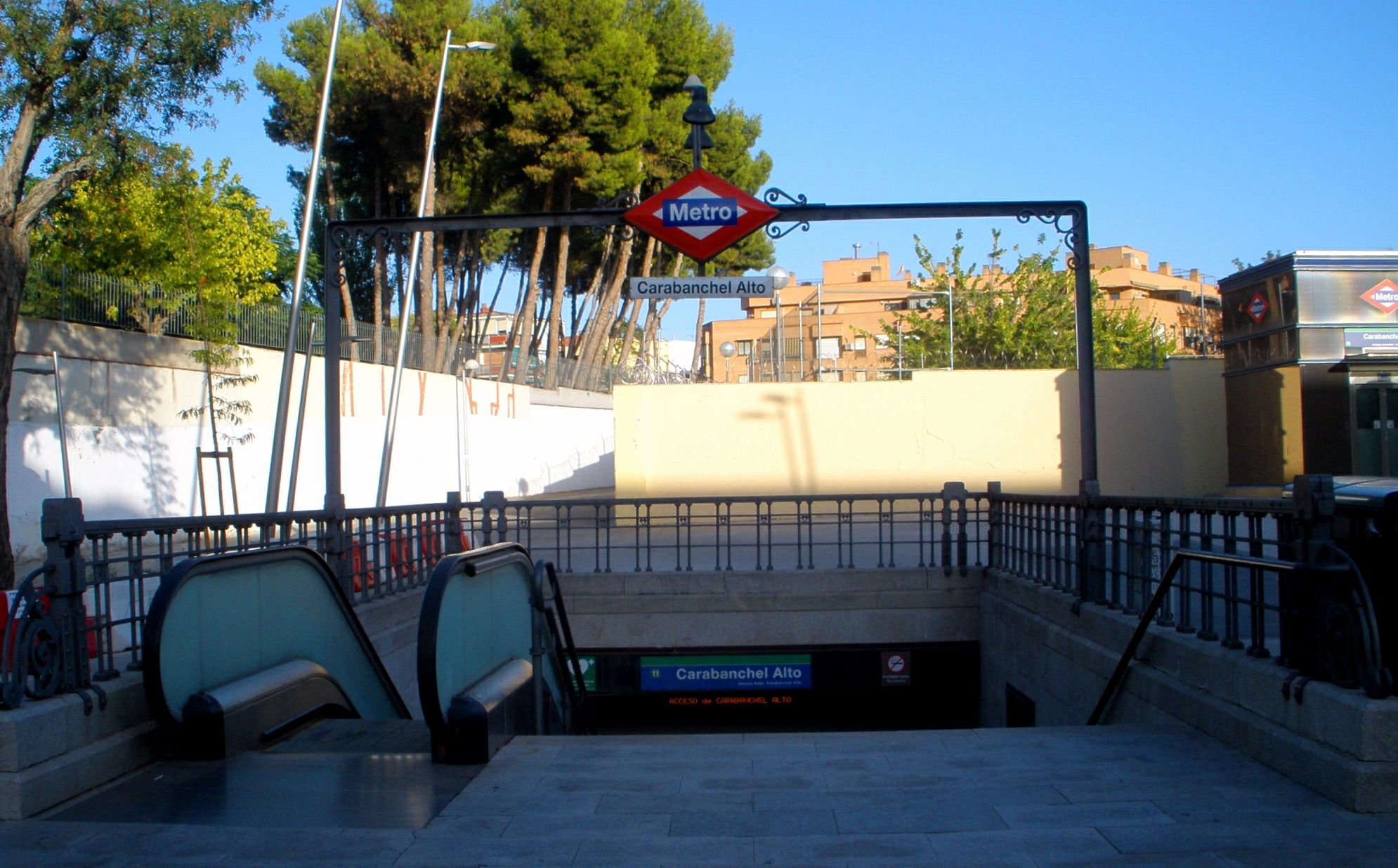
Acceso a la estación.

Carabanchel Alto es una estación de la línea 11 del Metro de Madrid situada bajo la avenida de Carabanchel Alto, en el madrileño distrito de Carabanchel. La estación abrió al público el 18 de diciembre de 2006.
En esta estación dispone de servicio de Bibliometro.

## Accesos
Vestíbulo Carabanchel Alto
- Avenida Carabanchel Alto Avda. Carabanchel Alto, 15
- Ascensor Callejón de la Rosa, s/n

## Líneas y conexiones

### Metro
| << cabecera    | < estación    | línea | estación > | cabecera >> |
| -------------- | ------------- | ----- | ---------- | ----------- |
| Plaza Elíptica | San Francisco |       | La Peseta  | La Fortuna  |

### Autobuses
| Diurnos   |                  |                                      |
| Línea     | Destino          | Parada                               |
| 35        | Carabanchel Alto | 4019 METRO CARABANCHEL ALTO (N.º 44) |
| 47        | Carabanchel Alto | 4019 METRO CARABANCHEL ALTO (N.º 44) |
| 35        | Plaza Mayor      | 4020 METRO CARABANCHEL ALTO          |
| 47        | Atocha           | 4020 METRO CARABANCHEL ALTO          |
| Nocturnos |                  |                                      |
| Línea     | Destino          | Parada                               |
| N17       | Carabanchel Alto | 4019 METRO CARABANCHEL ALTO (N.º 44) |
| N17       | Plaza de Cibeles | 4020 METRO CARABANCHEL ALTO          |

| Diurnos |                                    |                                |              |
| Línea   | Destino                            | Parada                         | Operador     |
| 481     | Leganés (Parquesur-Hospital)       | 4019 AV. CARABANCHEL ALTO Nº44 | Martín, S.A. |
| 482     | Leganés (Arroyo Culebro)           | 4019 AV. CARABANCHEL ALTO Nº44 | Martín, S.A. |
| 491     | Fuenlabrada (Barrio del Naranjo)   | 4019 AV. CARABANCHEL ALTO Nº44 | Martín, S.A. |
| 492     | Fuenlabrada (Parque Granada)       | 4019 AV. CARABANCHEL ALTO Nº44 | Martín, S.A. |
| 493     | Fuenlabrada (Urbanización Loranca) | 4019 AV. CARABANCHEL ALTO Nº44 | Martín, S.A. |
| 481     | Madrid (Oporto)                    | 4020 AV. CARABANCHEL ALTO Nº44 | Martín, S.A. |
| 482     | Madrid (Aluche)                    | 4020 AV. CARABANCHEL ALTO Nº44 | Martín, S.A. |
| 491     | Madrid (Aluche)                    | 4020 AV. CARABANCHEL ALTO Nº44 | Martín, S.A. |
| 492     | Madrid (Aluche)                    | 4020 AV. CARABANCHEL ALTO Nº44 | Martín, S.A. |
| 493     | Madrid (Aluche)                    | 4020 AV. CARABANCHEL ALTO Nº44 | Martín, S.A. |